# Сарычев, Александр Васильевич
Алекса́ндр Васи́льевич Са́рычев (2 августа 1909, Царское Село — 7 декабря 1986, Баку) — советский шахматный композитор; международный мастер по шахматной композиции (1979).

## Биография
По основной профессии преподаватель в техническом училище. Был председателем комиссии по шахматной композиции в Шахматной федерации Азербайджанской ССР, редактором шахматного отдела газеты «Баку».
Начал составлять этюды и задачи в 1926 году, до войны частым соавтором А. В. Сарычева был его брат Кирилл Васильевич (около 15 совместных композиций), после войны он составлял этюды без соавторов. Всего опубликовал более 100 этюдов и 20 задач, 50 из них отмечены отличиями, в том числе 9 — первыми призами. Финалист пяти личных чемпионатов СССР
по этюдам (1959—1976):
- 5-й чемпионат (1959) — 3-е место.
- 6-й чемпионат (1962) — 4-е место.

На олимпийском конкурсе в ГДР (1960) этюд А. В. Сарычева награждён серебряной медалью.
В 1984-1985 годах в Баку был проведен конкурс этюдов, посвящённый 75-летию А. В. Сарычева. В 2009 году Комиссия по композиции Азербайджанской Шахматной Федерации объявила 4-й международный мемориальный конкурс составления этюдов, посвященный 100-летию со дня рождения Александра Сарычева.

## Избранные этюды
|   | a                                                                                      | b                                                                                      | c                                                                                      | d                                                                                      | e                                                                                      | f                                                                                      | g                                                                                      | h                                                                                      |   |
| - | -------------------------------------------------------------------------------------- | -------------------------------------------------------------------------------------- | -------------------------------------------------------------------------------------- | -------------------------------------------------------------------------------------- | -------------------------------------------------------------------------------------- | -------------------------------------------------------------------------------------- | -------------------------------------------------------------------------------------- | -------------------------------------------------------------------------------------- | - |
| 8 | b7 чёрная пешка · c7 белая пешка · d7 белый король · h7 чёрный слон · f3 чёрный король | b7 чёрная пешка · c7 белая пешка · d7 белый король · h7 чёрный слон · f3 чёрный король | b7 чёрная пешка · c7 белая пешка · d7 белый король · h7 чёрный слон · f3 чёрный король | b7 чёрная пешка · c7 белая пешка · d7 белый король · h7 чёрный слон · f3 чёрный король | b7 чёрная пешка · c7 белая пешка · d7 белый король · h7 чёрный слон · f3 чёрный король | b7 чёрная пешка · c7 белая пешка · d7 белый король · h7 чёрный слон · f3 чёрный король | b7 чёрная пешка · c7 белая пешка · d7 белый король · h7 чёрный слон · f3 чёрный король | b7 чёрная пешка · c7 белая пешка · d7 белый король · h7 чёрный слон · f3 чёрный король | 8 |
| 7 | b7 чёрная пешка · c7 белая пешка · d7 белый король · h7 чёрный слон · f3 чёрный король | b7 чёрная пешка · c7 белая пешка · d7 белый король · h7 чёрный слон · f3 чёрный король | b7 чёрная пешка · c7 белая пешка · d7 белый король · h7 чёрный слон · f3 чёрный король | b7 чёрная пешка · c7 белая пешка · d7 белый король · h7 чёрный слон · f3 чёрный король | b7 чёрная пешка · c7 белая пешка · d7 белый король · h7 чёрный слон · f3 чёрный король | b7 чёрная пешка · c7 белая пешка · d7 белый король · h7 чёрный слон · f3 чёрный король | b7 чёрная пешка · c7 белая пешка · d7 белый король · h7 чёрный слон · f3 чёрный король | b7 чёрная пешка · c7 белая пешка · d7 белый король · h7 чёрный слон · f3 чёрный король | 7 |
| 6 | b7 чёрная пешка · c7 белая пешка · d7 белый король · h7 чёрный слон · f3 чёрный король | b7 чёрная пешка · c7 белая пешка · d7 белый король · h7 чёрный слон · f3 чёрный король | b7 чёрная пешка · c7 белая пешка · d7 белый король · h7 чёрный слон · f3 чёрный король | b7 чёрная пешка · c7 белая пешка · d7 белый король · h7 чёрный слон · f3 чёрный король | b7 чёрная пешка · c7 белая пешка · d7 белый король · h7 чёрный слон · f3 чёрный король | b7 чёрная пешка · c7 белая пешка · d7 белый король · h7 чёрный слон · f3 чёрный король | b7 чёрная пешка · c7 белая пешка · d7 белый король · h7 чёрный слон · f3 чёрный король | b7 чёрная пешка · c7 белая пешка · d7 белый король · h7 чёрный слон · f3 чёрный король | 6 |
| 5 | b7 чёрная пешка · c7 белая пешка · d7 белый король · h7 чёрный слон · f3 чёрный король | b7 чёрная пешка · c7 белая пешка · d7 белый король · h7 чёрный слон · f3 чёрный король | b7 чёрная пешка · c7 белая пешка · d7 белый король · h7 чёрный слон · f3 чёрный король | b7 чёрная пешка · c7 белая пешка · d7 белый король · h7 чёрный слон · f3 чёрный король | b7 чёрная пешка · c7 белая пешка · d7 белый король · h7 чёрный слон · f3 чёрный король | b7 чёрная пешка · c7 белая пешка · d7 белый король · h7 чёрный слон · f3 чёрный король | b7 чёрная пешка · c7 белая пешка · d7 белый король · h7 чёрный слон · f3 чёрный король | b7 чёрная пешка · c7 белая пешка · d7 белый король · h7 чёрный слон · f3 чёрный король | 5 |
| 4 | b7 чёрная пешка · c7 белая пешка · d7 белый король · h7 чёрный слон · f3 чёрный король | b7 чёрная пешка · c7 белая пешка · d7 белый король · h7 чёрный слон · f3 чёрный король | b7 чёрная пешка · c7 белая пешка · d7 белый король · h7 чёрный слон · f3 чёрный король | b7 чёрная пешка · c7 белая пешка · d7 белый король · h7 чёрный слон · f3 чёрный король | b7 чёрная пешка · c7 белая пешка · d7 белый король · h7 чёрный слон · f3 чёрный король | b7 чёрная пешка · c7 белая пешка · d7 белый король · h7 чёрный слон · f3 чёрный король | b7 чёрная пешка · c7 белая пешка · d7 белый король · h7 чёрный слон · f3 чёрный король | b7 чёрная пешка · c7 белая пешка · d7 белый король · h7 чёрный слон · f3 чёрный король | 4 |
| 3 | b7 чёрная пешка · c7 белая пешка · d7 белый король · h7 чёрный слон · f3 чёрный король | b7 чёрная пешка · c7 белая пешка · d7 белый король · h7 чёрный слон · f3 чёрный король | b7 чёрная пешка · c7 белая пешка · d7 белый король · h7 чёрный слон · f3 чёрный король | b7 чёрная пешка · c7 белая пешка · d7 белый король · h7 чёрный слон · f3 чёрный король | b7 чёрная пешка · c7 белая пешка · d7 белый король · h7 чёрный слон · f3 чёрный король | b7 чёрная пешка · c7 белая пешка · d7 белый король · h7 чёрный слон · f3 чёрный король | b7 чёрная пешка · c7 белая пешка · d7 белый король · h7 чёрный слон · f3 чёрный король | b7 чёрная пешка · c7 белая пешка · d7 белый король · h7 чёрный слон · f3 чёрный король | 3 |
| 2 | b7 чёрная пешка · c7 белая пешка · d7 белый король · h7 чёрный слон · f3 чёрный король | b7 чёрная пешка · c7 белая пешка · d7 белый король · h7 чёрный слон · f3 чёрный король | b7 чёрная пешка · c7 белая пешка · d7 белый король · h7 чёрный слон · f3 чёрный король | b7 чёрная пешка · c7 белая пешка · d7 белый король · h7 чёрный слон · f3 чёрный король | b7 чёрная пешка · c7 белая пешка · d7 белый король · h7 чёрный слон · f3 чёрный король | b7 чёрная пешка · c7 белая пешка · d7 белый король · h7 чёрный слон · f3 чёрный король | b7 чёрная пешка · c7 белая пешка · d7 белый король · h7 чёрный слон · f3 чёрный король | b7 чёрная пешка · c7 белая пешка · d7 белый король · h7 чёрный слон · f3 чёрный король | 2 |
| 1 | b7 чёрная пешка · c7 белая пешка · d7 белый король · h7 чёрный слон · f3 чёрный король | b7 чёрная пешка · c7 белая пешка · d7 белый король · h7 чёрный слон · f3 чёрный король | b7 чёрная пешка · c7 белая пешка · d7 белый король · h7 чёрный слон · f3 чёрный король | b7 чёрная пешка · c7 белая пешка · d7 белый король · h7 чёрный слон · f3 чёрный король | b7 чёрная пешка · c7 белая пешка · d7 белый король · h7 чёрный слон · f3 чёрный король | b7 чёрная пешка · c7 белая пешка · d7 белый король · h7 чёрный слон · f3 чёрный король | b7 чёрная пешка · c7 белая пешка · d7 белый король · h7 чёрный слон · f3 чёрный король | b7 чёрная пешка · c7 белая пешка · d7 белый король · h7 чёрный слон · f3 чёрный король | 1 |
|   | a                                                                                      | b                                                                                      | c                                                                                      | d                                                                                      | e                                                                                      | f                                                                                      | g                                                                                      | h                                                                                      |   |

Рещение.

1. Крc8!! (выглядит нелепо, но это единственный путь к ничьей) b5

2. Крd7! (угрожая 3. Крc6) b4

3. Крd6 Сf5

4. Крe5 С~

5. Крd4, и пешка задержана.